# جوناس مارتن
جوناس مارتن (بالفرنسية: Jonas Martin)‏ (9 أبريل 1990 بيزنسون فرنسا - ) هو لاعب كرة قدم فرنسي يلعب كمدافع.

## وصلات خارجية
جوناس مارتن على موقع الاتحاد الأوربي (الإنجليزية)
- جوناس مارتن على موقع رابطة كرة القدم الفرنسية للمحترفين (الإنجليزية)
- جوناس مارتن على موقع قاعدة بيانات كرة القدم.إي يو (الإنجليزية)
- جوناس مارتن على موقع ليكيب (الفرنسية)
- جوناس مارتن على موقع Soccerbase.com (لاعب) (الإنجليزية)
- جوناس مارتن على موقع Soccerway.com (الإنجليزية)
- جوناس مارتن على موقع عالم كرة القدم.نت (الإنجليزية)
- جوناس مارتن على موقع AS.com (الإسبانية)